# Samassa János
Samassa János, 1899. május 10-től gesztőczi (Verebély, Bars vármegye, 1867. március 20. – Zalaegerszeg, 1948. november 26.) jogakadémiai tanár, országgyűlési képviselő.

## Családja
Szülei Samassa János (Samassa József érsek fivére) érseki uradalmi jószágigazgató [a nemességszerző] és mártonfalvi Süteő Adalberta. Felesége Lauser Marianne, akivel 1896. szeptember 12–én kötött házasságot.

## Életútja
Egyéves önkéntesi szolgálat után, 1887-től kezdve, mint tényleges tiszt szolgált a 13., 11., 12., később pedig a 6. számú közös huszárezredben. 1896-ban mint hadnagy lépett a tartalékba. Ugyanezen évben Heves megye egri járásának szolgabírája, majd tiszteletbeli főszolgabírája lett, míg 1901. szeptember 1-jén az egri érseki joglíceumban a közigazgatási jogból és statisztikából tanár lett. Az 1901. évi általános választások alkalmával a kápolnai kerület megválasztotta országgyűlési képviselővé szabadelvű programmal. E pártból 1904 végén kilépvén, a nemzeti párthoz, majd e párttal a függetlenségi és 48-as párthoz csatlakozott. 1905-ben kerülete újra megválasztotta. 1908-ban lemondott mandátumáról.  A függetlenségi párt jegyzője és a mentelmi bizottság tagja. Eger város képviselőtestületének és Heves vármegye törvényhatósági bizottságának szintén tagja volt. 1944-ben Zalaegerszegen volt közjegyző. Halálát koszorúérgörcs okozta.
Költeményeket és tárcákat írt az Egri Hiradóba (1893 óta Pauvre Jean álnév alatt), úgy más lapokba is; a Magyarországba (1903–1904.) saját neve alatt és névtelenül írt cikkeket.
1901-től Kápolnán a névtelen hősök szobránál tartott emlékbeszédei az Egri Hiradóban és különnyomatban is megjelentek. A keresztény ifjúsági körökben tartott felolvasásait is közölték a lapok. Országgyűlési beszédei pedig, melyek katonai kérdésekkel foglalkoznak, a Naplókban vannak.

## Munkái
- Egy eszme. Eger, 1902. (Deputatus Anonymus névvel írt évenként füzeteket társadalmi, keresztény szociális és közgazdasági kérdésekről.)
- A kápolnai kerület polgárainak. Uo., 1904.
- Törvényjavaslat a vándorcigányoknak törvényhozási úton való megrendszabályozásáról. Projet de loi sur la réglementation des tziganes vagabonds par les législations.
- Gesetzentwurf über die Massregelung der Wanderzigeuner auf legislatorischem Wege. Bp., 1911. (2. kiad. 1917)
- Bartha Miklós összegyűjtött munkái. 1–2. köt. Szépirodalom. 3. köt. Pol. beszédek és nemzetiségi cikkek. S. a. r. Szmertnik Istvánnal, Stankovits Ferenccel. Előszó az irod. részhez Ábrányi Kornél, a pol. részhez Holló Lajos. Bp., 1908–1910.
- Bartha Miklós összegyűjt. munkái. 4–6. köt. S. a. r. Bp., 1912.
- Naplómból. 1–2. köt. Uo., 1920. (Az Ideigl. Nemz. Kormány az 530/1945. sz. ME rendelettel betiltotta)
- Az Országos Széchenyi Nemzeti Társaskör. Uo., 1922.

## Álnevei
Deputatus Anonymus [1902(?)–: évenkénti füzetek társad., ker. szoc. és közgazd. kérdésekről]; Pauvre Jean (Egri Híradó).